# Forquilhinha
Forquilhinha est une ville brésilienne du sud de l'État de Santa Catarina.

## Généralités
Un des citoyens célèbres de la ville est l'archevêque de São Paulo, Paulo Evaristo Arns.
La ville possède un aéroport qui dessert Criciúma et le sud de l'État de Santa Catarina, l'aéroport Diomício Freitas.

## Géographie
Elle se situe par une latitude de 28° 44′ 51″ sud et par une longitude de 49° 28′ 20″ ouest, à une altitude de 42 mètres. Sa population était de 22 548 habitants au recensement de 2010. La municipalité s'étend sur 182 kilomètres carrés. Elle fait partie de la région métropolitaine Carbonifère et de la microrégion de Criciúma, dans la mésorégion Sud de Santa Catarina.

## Villes voisines
Forquilhinha est voisine des municipalités (municípios) suivantes :
- Meleiro ;
- Nova Veneza ;
- Criciúma ;
- Maracajá.